# Morori jezik
Morori jezik (ISO 639-3: mok; ostali nazivi: Marori, Moaraeri, Moraori, Morari), transnovogvinejski jezik, jedini predstavnik skupine moraori, koja se nekada smatrala dijelom šire skupine trans-fly. Govori ga još oko 50 ljudi (1998 M. Donohue) od ukupno 250 (1998 M. Donohue) pripdnika plemena Morori na indonezijskom dijelu Nove Gvineje, na južnoj obali, oko 20 kilometara istočno o Merauke. 
Govornici su starije dobi i danas je na popisu ugroženih jezika (1 od 19 na indonezijskoj Papui), a potiskuju ga papuanski malajski [pmy], indonezijski [ind] ili marind [mrz], koj isu isto u upotrebi.

## Vanjske poveznice
- Ethnologue (14th)
- Ethnologue (15th)
- The Morori Language